# Астапенко, Дмитрий Емельянович
Дми́трий Емелья́нович Аста́пенко (бел. Змітрок (Дзмітрый Емяльянавіч) Астапенка) (1910 — 1944 (?)) — белорусский советский поэт, переводчик, писатель-фантаст.

## Биографические сведения
Родился в семье учителя. Разные источники указывают в качестве места рождения различные деревни Краснинского уезда Смоленской губернии. Учился в Мстиславском педагогическом техникуме, в 1930 году перевёлся в Минский белорусский педагогический техникум, затем в Белорусский государственный университет. Получил высшее или неполное высшее образование. Работал в редакциях республиканских газет и журналов.
16 марта 1933 года был арестован в Минске по делу «Белорусского народного общества», а 10 августа того же года осуждён как «член контрреволюционной организации» к 3 годам исправительных работ. Наказание отбывал в Мариинске Кемеровской области. После освобождения в июне 1935 года жил в Москве, работал учителем русского языка и литературы. Повторно арестован 5 декабря 1936 года и осуждён 5 октября 1937 года внесудебным органом НКВД за «антисоветскую деятельность» к 8 годам исправительных работ. Предположительно, освобождён в 1942 году.
По первому делу реабилитирован судебной коллегией по уголовным делам Верховного суда БССР 24 августа 1956 года, по второй — президиумом Верховного суда БССР 29 декабря 1954 года. Личные дела Астапенко № 14618 и № 9935-с находятся в архиве КГБ Беларуси.

## Гибель
В конце сентября 1944 года в составе группы разведчиков был переброшен на территорию Чехословакии. По некоторым данным, погиб в октябре 1944 года в Татрах.
Однако в личном деле Астапенко (№ 9935-с) указано, что в 1949 он был приговорен к высылке (вероятно, в Красноярский край). В том, что Астапенко не погиб, был уверен (по словам критика А. Мартиновича) и его бывший однокурсник по Мстиславскому педагогическому техникуму коллега и друг поэт Аркадий Кулешов. Дальнейшая судьба Астапенко точно неизвестна.

## Творчество
Дебютировал стихами в 1926 году. Являлся членом литературного объединения «Маладняк». Автор сборников поэзии «На восход солнца» (бел. «На ўсход сонца», 1931), «Страна» (бел. «Краіне», 1931), «Возмущенные» (бел. «Абураныя», 1932), «Избранное» (бел. «Выбранае», 1957), «Стихи и поэмы» (бел. «Вершы і паэмы», 1968), книжки-картинки для детей «Трактор» (бел. «Трактар», 1933). Сборник «Как шум дождя» (бел. «Як шум дажджу» ) опубликован не был, сохранились лишь гранки. Писал рассказы.
Стоял у истоков белорусской научно-фантастической литературы, автор научно-фантастического романа «Освобождение сил» (бел. «Вызваление сіл», журнал «Маладняк», 1932). Главный герой романа раскрывает «тайну атома» и с помощью своего открытия хочет уничтожить старый мир.

### Переводы
Перевёл на белорусский язык романы М. Горького «Мать» (1932), Л. Первомайского «Околицы» (1931, вместе с М. Багульником), повести П. Голубева «Метелица» (1930), М. Дончанка «Ударный отряд» (1932), произведения других русских и украинских писателей.